# Привидение, которое не возвращается
«Привидение, которое не возвращается» (1929) — немой драматический художественный фильм А. Роома по мотивам новеллы Анри Барбюса о революционной борьбе в неназванной южноамериканской стране. В 1933 году была сделана звуковая редакция картины (автор — режиссёр Григорий Левкоев). Фильм считается одной из лучших работ «золотого фонда» Советского киноискусства 1920-х годов.

## Сюжет
В некоей латиноамериканской стране свирепствует тоталитарный режим. Рабочие нефтяных промыслов борются против него. Однако их вожак Хозе Реаль осуждён на пожизненное заключение. Но и в тюрьме он не успокаивается, возглавляя бунт заключённых. Чтобы избавиться от назойливого лидера, власти вытаскивают из забытья старый закон, по которому осуждённые на пожизненное заключение имеют право раз в 10 лет получить свободу на один день для свидания с семьёй. Таким образом они хотят обезглавить движение сопротивления, ибо за отпущенным Хозе отправляется полицейский сыщик с заданием убить его.
И вот бредёт по жгучим пескам (фильм снимался в Азербайджане) мимо хибар отпущенный на день Хозе, измученный десятилетней неволей. А за ним тянется сыщик, обдумывая способ, как поудобнее и подостовернее выполнить приказ…
В новелле Барбюса финал был трагичен: Реаль возвращался в тюрьму, чтобы там и умереть. Однако советские постановщики изменили его на наилучший: попав домой в разгар новой стачки рабочих-нефтяников, Хозе скрывается от сыщика и снова возглавляет революционную борьбу.

## В ролях
- Борис Фердинандов — Хозе Реаль
- Ольга Жизнева — Клеманс, его жена
- Максим Штраух — полицейский агент
- Дмитрий Кара-Дмитриев — шеф агентов
- Даниил Введенский — начальник тюрьмы
- Леонид Юренев — старший надзиратель
- Карл Гурняк — рабочий
- Гавриил Терехов — Сантандер